# 亘理町自衛官殺害事件
亘理町自衛官殺害事件（わたりちょうじえいかんさつがいじけん）とは、2000年8月に発生した殺人事件である。

## 概要
2000年（平成12年）8月6日、宮城県亘理郡亘理町でパート従業員Aは、陸上自衛官である夫Fを保険金目的でB(Aが仙台市内でホステスをしていた時の客)やC、D、Eらと共謀した上で自宅にて首を絞めて殺害した。犯行を指示したAは娘2人と外出していた(Bの助言どおりのアリバイ工作だった)。
宮城県警の捜査員は病院で遺体を検視後、現場に赴いてAから「帰宅したら首をつっていた」と説明を受け、現場や遺体の状況、Aの話などを総合し自殺と判断していた。
Aらは事件後、受け取った1億数千万円の保険金を山分けしていたという。Aは娘2人とともに沖縄県で移住生活を送っていた。
BとCが後に犯した仙台風俗店経営者強盗殺人事件の捜査で同事件が発覚した。
仙台地裁は、2010年（平成22年）10月1日、Dに懲役13年6ヶ月、9月10日には、Eに懲役15年、11月19日には、Aに無期懲役をそれぞれ言い渡し、Aは控訴したが仙台高裁は2011年（平成23年）5月24日、無期懲役とした一審判決を支持し控訴を棄却し確定した。Aは60代を迎えた現在も服役中である。